# Dieci canzoni d'amore da salvare
Dieci canzoni d'amore da salvare è un film musicale italiano del 1953 diretto da Flavio Calzavara.